# サン・ドミンゴス
サン・ドミンゴス (São Domingos) はギニアビサウ北西部の町。カシェウ州サン・ドミンゴス区に位置し、サン・ドミンゴス区の首府である。セネガルとの国境に接している。
2006年の3月から4月にかけて、ギニアビサウ軍はギニアビサウ国内にあるカザマンス民主勢力運動(MFDC)の基地の掃討に乗り出し、この西の地域で多数の避難民が出た。